# Межрелигиозный совет Эфиопии
Межрелигиозный совет Эфиопии (амхарский: የኢትዮጵያ የሃይማኖት ተቋማት ጉባኤ; англ. Inter-Religious Council of Ethiopia, IRCE) — межрелигиозная организация, которая способствует миру, безопасности и гармонии между религиями в Эфиопии.

## Обзор
Совет был создан в 2010 году руководителями шести крупнейших религиозных организаций Эфиопии. Совет занимается защитой прав верующих. Его видение заключается в развитии религиозной свободы и равенства, основанных на мире, любви и терпимости, которые будут взаимовыгодны для всех. Так же совет занимается правами детей и нуждающихся женщин.
Совет имеет один национальный и два региональных постоянно действующих семинара по вопросам религиозной гармонии и плюрализма. Совет занимается вопросами благосостояния женщин и детей, репродуктивного здоровья матери и молодежи, ВИЧ/СПИДа и вредных традиционных практик.
Совет участвует в принятии решений в политической деятельности в соответствии с конституционным разделением государства и религии. В 2023 году провел конференцию по миротворческому посредничеству и разрешению конфликтов.

## Участники
В состав Совета входят семь религиозных организаций Эфиопии:
- Эфиопская православная церковь
- Высший совет Эфиопии по делам ислама
- Эфиопская католическая церковь
- Содружество евангелических церквей Эфиопии
- Церковь адвентистов седьмого дня
- Эфиопская евангелическая церковь
- Церковь Мекане Йесус
- Эфиопская церковь Кале Хейвет